# 同盟國 (第一次世界大戰)
同盟国（德語：Mittelmächte，羅馬化：Tsentralni sili），又稱中央國、中央同盟，由德意志帝國、奧匈帝國、鄂圖曼土耳其帝國及保加利亚王国這四個國家组成，在第一次世界大战与协约国对敌並最終戰敗。

## 中文譯名
值得注意的是，英文中一战的同盟国为Central Powers，這個詞中完全没有“同盟”的意思，只有“中央”的意思。
在英文中兩次世界大戰中的“战胜国”陣營均是Allies，即“同盟”；而两次世界大战的“战败国”則寫法不同，為Central Powers和Axis Powers，兩者均有“中間力量”的意思，一戰的戰敗國是“中央力量”，二戰的戰敗國是“中軸線力量”。
至於Central Powers一詞為何在中文裏要被翻译成同盟国已經难以考证。可能一，其漢字的參考来源或許是日本的和制汉语，因為中日共用同一套漢字系統，所以中文也沿習此用法；可能二，或許直接翻譯自一戰前，德奥意在1882年所建立的那個同盟，即“三国同盟（Triple Alliance）”，這個同盟的名稱中明確有“同盟”二字。
目前的中文语境已经普遍将Central Powers译为“同盟国”，無論繁體簡體均是如此。

## 成員

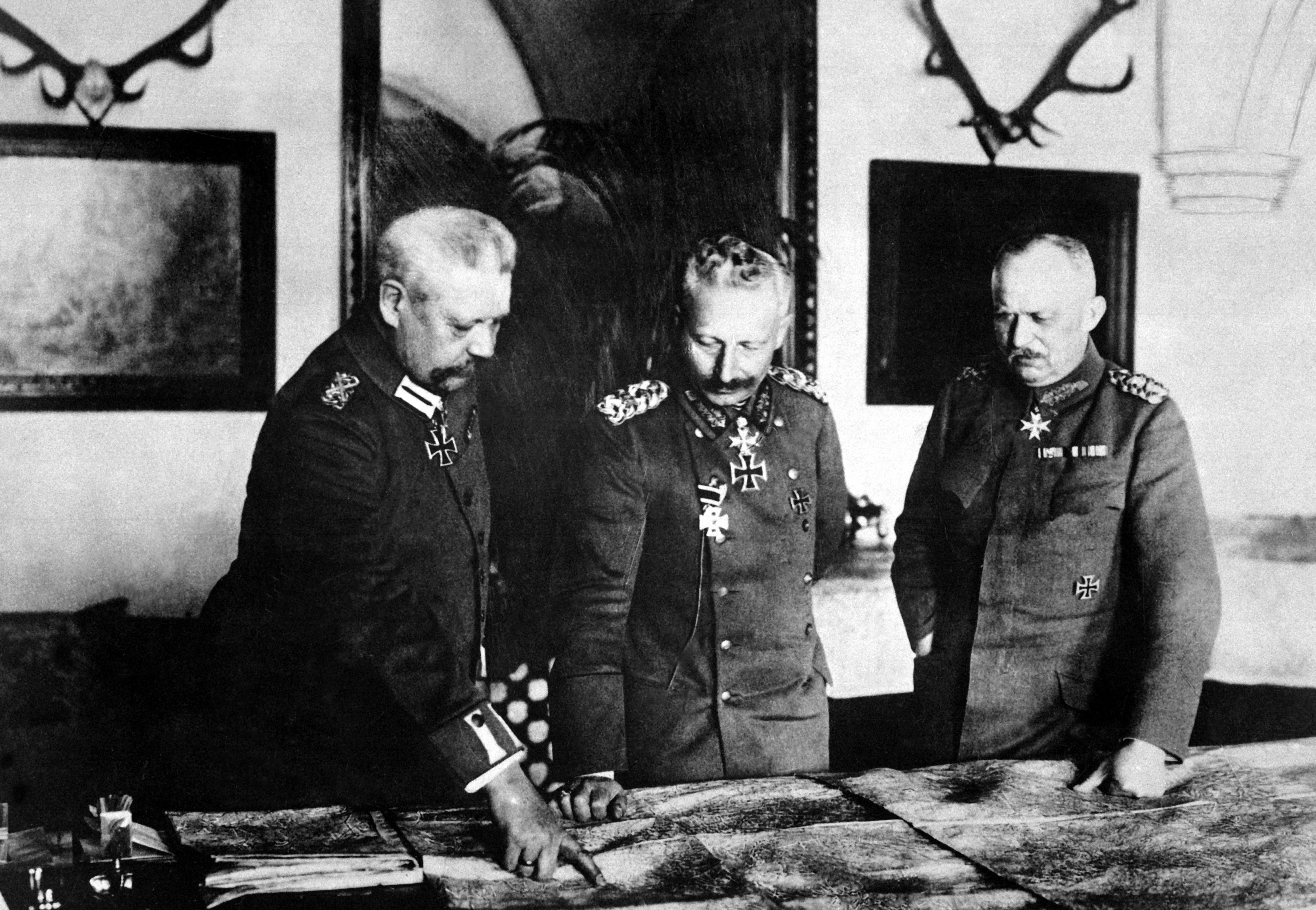
興登堡、威廉二世與魯登道夫

战争开始阶段的同盟国包括德意志帝国和奥匈帝国。奥斯曼帝国于1914年加入，而保加利亚王国则于1915年加入。同盟国亦称中央国，其由来为这四个国家（及除芬兰和立陶宛之外其他与其同盟的政权和团体）均位于俄罗斯帝国以西，法国和英国以东。芬兰、阿塞拜疆及立陶宛在1918年俄罗斯帝国崩溃及战争结束前夕加入。
第一次世界大战同盟国包括如下国家：
| 国家         | 参战时间                                    |
| ------------ | ------------------------------------------- |
| 奥匈帝国     | 1914年7月28日                               |
| 德意志帝國   | 1914年8月1日                                |
| 奥斯曼帝国   | 1914年8月2日（秘密） 1914年10月29日（公开） |
| 保加利亞王國 | 1915年10月14日                              |

|                        |                        | 人口 （百万） | 土地面积 （百万平方千米） | GDP （十亿美元） | 人均GDP （美元） |
| ---------------------- | ---------------------- | ------------- | ------------------------- | ---------------- | ---------------- |
| 德意志帝國（1914年）   | 德国本土               | 67.0          | 0.5                       | 244.3            | 3,646            |
| 德意志帝國（1914年）   | 殖民地                 | 10.7          | 3.0                       | 6.4              | 601              |
| 德意志帝國（1914年）   | 总计                   | 77.7          | 3.5                       | 250.7            | 3,227            |
| 奥匈帝国（1914年）     | 奥匈帝国（1914年）     | 50.6          | 0.6                       | 100.5            | 1,986            |
| 奥斯曼帝国（1914年）   | 奥斯曼帝国（1914年）   | 23.0          | 1.8                       | 25.3             | 1,100            |
| 保加利亞王國（1915年） | 保加利亞王國（1915年） | 4.8           | 0.1                       | 7.4              | 1,527            |
| 总计                   | 总计                   | 156.1         | 6.0                       | 383.9            | 2,459            |

|              | 动员       | 阵亡      | 负伤      | 失踪      | 总伤亡     | 伤亡/动员 |
| ------------ | ---------- | --------- | --------- | --------- | ---------- | --------- |
| 德意志帝國   | 13,250,000 | 1,808,546 | 4,247,143 | 1,152,800 | 7,208,489  | 66%       |
| 奥匈帝国     | 7,800,000  | 922,500   | 3,620,000 | 2,200,000 | 6,742,500  | 86%       |
| 奥斯曼帝国   | 2,998,321  | 325,000   | 400,000   | 250,000   | 975,000    | 34%       |
| 保加利亞王國 | 1,200,000  | 75,844    | 153,390   | 27,029    | 255,263    | 21%       |
| 总计         | 25,257,321 | 3,131,890 | 8,419,533 | 3,629,829 | 15,181,252 | 66%       |

### 其它势力与运动
- 考森起义者（英语：Kaocen Revolt）：1916年－1917年发生在法属非洲殖民地的图阿雷格人起义。
- 塞安战争（英语：Zaian War）：1914年－1921年发生在法属非洲殖民地的柏柏尔人起义。
- 愛爾蘭共和兄弟會：爱尔兰独立运动组织。
- 印度－德国合作（英语：Hindu–German Conspiracy）：旨在支援印度独立运动。
- 尼德迈尔-亨蒂格探险队：德国等对阿富汗发动的外交行动。
- 塞努西战役（英语：Senussi Campaign）（利比亚原住民起义）。
- 芬蘭王國
- 波兰摄政王国（德國傀儡政權）
- 立陶宛王國 (1918年)（德國傀儡政權）
- 烏克蘭人民共和國（獨立國家）、烏克蘭國（德國傀儡政權）
- 库尔兰和瑟米利亚公国（德國傀儡政權）
- 白俄羅斯人民共和國（德國傀儡政權）
- 亞塞拜然民主共和國
- 喬治亞民主共和國
- 北高加索山区共和国
- 舍迈尔山酋长国
- 南非共和国
- 达尔富尔苏丹国
- 德爾維希國

## 停战及条约
在协约国于瓦尔达尔马其顿的成功推进后，保加利亚于1918年9月29日签订停战条约。受英国及其阿拉伯盟友在巴勒斯坦和叙利亚的胜势所迫，奥斯曼帝国亦于1918年10月30日签订停战条约。11月首周，在意大利于维托里奥·维内托取胜及奥匈帝国解体之后，奥地利及匈牙利分别签订停战条约。百日攻势的持续推进迫使德国于1918年11月11日晨签订和约，战争结束。由于各同盟国各自签订和约，第一次世界大战并无统一的停战条约。
| 旗帜       | 国家         | 日期           |
| ---------- | ------------ | -------------- |
| 保加利亚   | 保加利亚王国 | 1918年9月29日  |
| 奥斯曼帝国 | 奥斯曼帝国   | 1918年10月30日 |
| 奥匈帝国   | 奥匈帝国     | 1918年11月4日  |
| 德意志帝國 | 德意志帝国   | 1918年11月11日 |

| 旗帜                | 国家                | 条约                |
| ------------------- | ------------------- | ------------------- |
| 奥地利              | 德意志-奧地利共和國 | 聖日耳曼條約        |
| 保加利亞王國        | 保加利亚王国        | 纳伊条约            |
| 魏瑪共和國          | 魏玛共和国          | 凡尔赛条约          |
| 匈牙利              | 匈牙利民主共和国    | 特里亞農條約        |
| 奥斯曼帝国 · 土耳其 | 奥斯曼帝国 土耳其   | 色佛尔条约 洛桑条约 |